# Downs syndrom
 "Mongolisme" omdirigeres hertil. For relaterede betydninger, se Mongol.
Downs syndrom er en genetisk tilstand, der skyldes en kromosomafvigelse, hvilket fører til funktionsnedsættelse, som varierer i sværhedsgrad fra person til person. Syndromet er opkaldt efter den engelske læge John Langdon Down, der første gang beskrev det.
Personer med Downs syndrom anses for værende psykisk udfordrede og har dermed sværere ved at tillære sig viden end personer uden Downs syndrom.
Tilstanden skyldes en af tre mulige kromosomafvigelser på kromosom nummer 21, der alle medfører, at personer med Downs syndrom har 47 kromosomer mod de gennemsnitlige 46 kromosomer:
1. Trisomi 21
2. Translokation
3. Mosaik

## Epidemiologi
Sandsynligheden for at føde et barn med Downs syndrom stiger med moderens alder. Når kvinden er 25 år, er sandsynligheden for at føde et barn med Downs Syndrom 1 ud af 1340. Når kvinden er 30 er sandsynligheden 1 ud af 940. Når kvinden er 35, er sandsynligheden 1 ud af 353. Når kvinden er 40, er sandsynligheden 1 ud af 85. Når kvinden er 45, er sandsynligheden 1 ud af 35. Til sammenligning er risikoen for spontan abort efter en moderkagebiopsi eller fostervandsprøve 1 % uanset kvindens alder.[kilde mangler]
Desuden stiger sandsynligheden, hvis forældrene i forvejen har et eller flere børn med Downs syndrom eller har aborteret et eller flere fostre med Downs syndrom.

## Trisomi 21
Et normalt udviklet menneske har 46 kromosomer bestående af 23 par. Et par af disse kromosomer er kønskromosomer (X og Y kromosomer), de 22 andre kromosompar er ens for alle køn. 
Mennesker med Downs syndrom har et ekstra kromosom og kommer derfor op på 47 kromosomer. Således har mennesker med Downs syndrom et ekstra 21. kromosom, og derfor kaldes Downs syndrom også for Trisomi 21 (tri = 3 og somi = krop. Det sidste henviser til, at kromosomer ligner små kroppe). 
Langt de fleste mennesker med Downs syndrom (94 %) har trisomi 21. Af de resterende 6 % har 5/6 såkaldt translokation (altså 5 % af alle), der er arveligt, og de resterende (1 % af alle) har mosaik-trisomi 21, hvor celler med et ekstra kromosom 21 er blandet med celler, der har normalt kromosomtal.

## Translokation
Denne type består i, at et ekstra kromosom (nr. 21), eller en del af kromosomet (partiel trisomi 21), har hæftet sig på et andet kromosom, som regel kromosom nr. 14. Translokation kan, i modsætning til trisomi 21, være arveligt. 
Sandsynligheden for at fostret under en graviditet har en translokation af kromosom 21 forhøjes væsentligt, såfremt forældrene selv bærer translokationen (15 % hvis moderen bærer translokationen, og 5 % hvis faderen er bærer).
Derudover er der ingen forskel på varianterne trisomi 21 og translokation.

## Mosaik
Personer med mosaicisme har en blanding af "almindelige" celler, dvs. celler med 23 kromosompar og celler med trisomi 21, altså en "mosaik" af celler. Der kan være færre træk af Downs syndrom hos personer med mosaik-Downs syndrom. Denne form for Downs syndrom er heller ikke arvelig.

## Symptomer
Der er en række symptomer på Downs Syndrom. Der kan nævnes:
- højere insulin end normale
- nedsat IQ
- skæve øjne
- lille mund med en tunge i normal størrelse
- forlænget og buet strube
- ofte hjerteskader
- ofte tarmskader
- større muskelfibre end normale

## Psykiske egenskaber og neurologi
De fleste personer med Downs syndrom regnes ud fra IQ-tests for at have en intelligens således,at intelligensniveauet (IQ) sættes til IQ 50-70 til IQ 35-50 [23]. Personer, der har mosaikdivergens »Mosaik Downs syndrom«, har typisk en IQ, der er 10-30 point højere end personer med Downs syndrom, men kan også have en intelligens over middel.
Brug af intelligenstests til personer med Downs syndrom er blevet kritiseret med de begrundelser, at den testedes pædagog har lave forventninger til den testede og det faktum, at intelligenstest ikke tager højde for den testedes eventuelle fysiske handicap. Personer med Downs syndrom har såvel ofte hørelse- som synsnedsættelse og vil derfor opnå en ringere IQ end den korrekte som følge af manglerne ved den anvendte intelligenstest.
Sprogkundskaberne for personer med Downs syndrom viser en forskel mellem evnen til at forstå tale og evnen til at udtrykke sig ved tale. I almindelighed udvikler personer med Downs syndrom tale senere end personer uden Downs syndrom.
Finmotorikken viser ligeledes en længerevarende udvikling og halter ofte bagefter de grovmotoriske færdigheder. Effekterne heraf er meget varierende. Nogle børn vil begynde at gå omkring 2-årsalderen, mens andre ikke begynder før 4-årsalderen. Fysisk terapi, og/eller deltagelse i et tilpasset fysisk træningsprogram, kan fremme en forbedret udvikling af de grovmotoriske færdigheder hos børn med Downs syndrom.
Børn og voksne med Downs syndrom har en øget risiko for at udvikle epilepsi. Risikoen for at få Alzheimers sygdom er forøget for personer med Downs syndrom således:
- 10-25 % forøgelse for at Alzheimer sygdom indtræder før 50-årsalderen.
- op til 50 % forøgelse for at sygdommen indtræder før 60-årsalderen.
- og op til 75 % forøgelse for at sygdommen indtræder før 70-årsalderen.

Denne kraftige stigning i forekomsten og udbredelsen af Alzheimer sygdom kan være en af årsagerne til den nedsatte forventede levetid for personer med Downs syndrom.

## Downs Syndrom eller Mongolisme
Betegnelsen "mongol" eller "mongolisme" anvendt i relation til Down Syndrom, stammer oprindeligt fra den lidt bredere betegnelse Mongolian Idiocy eller "mongolsk idioti". Så vidt vides var det den engelske læge John Langdon Down, der introducerede begrebet "mongolsk idioti" i 1862, og senere (i 1866) dokumenterede han betegnelsen i skriftet "Observations on an ethnical classification of Idiots" (dansk: Observationer angående en etnisk klassifikation af idioter). John Langdon Down anvendte betegnelsen "mongol" eller "mongolsk idioti" idet han mente at børn med Downs syndrom delte visse ansigtstræk med det mongolske folk. John Langdon Down mente desuden, at Downs syndrom repræsenterede et evolutionært tilbageskridt fra den overlegne kaukasiske race til den underudviklede orientalske race, herunder det mongolske folk.
Den danske professor Dyre Trolle (1914-2002) var den første til at opdage, at graviditeter, hvor fostret havde Downs syndrom, udviste lave værdier af hormonet østriol. 
I andre lande og verdensdele er anvendelsen af betegnelsen "mongolsk idioti" for længst ændret til "Downs syndrom". F.eks. droppede WHO (The World Health Organization) officielt alle referencer til betegnelsen "mongolisme" i 1965.